# Корисні копалини Іспанії
Корисні копалини Іспанії.

## Загальна характеристика
Надра І. багаті різноманітними корисними копалинами, зокрема, тут є мідь, залізна руда, олово, свинець, цинк, ртуть, пірит, каолін, флюорит, вапняк (табл. 1).
Таблиця 1. — Основні корисні копалини Іспанії станом на 1998—1999 рр.
| Корисні копалини                           | Запаси       | Запаси   | Вміст корисного компоненту в рудах, % | Частка у світі, % |
| Корисні копалини                           | Підтверджені | Загальні | Вміст корисного компоненту в рудах, % | Частка у світі, % |
| Боксити, млн т                             | 63           | 107      | 53 (Al2O3)                            | 0,2               |
| Барит, тис. т                              | 800          | 1800     | 95 (BaSO4)                            | 0,2               |
| Вольфрам, тис. т                           | 20           | 36       | 0,3 (WO3)                             | 0,8               |
| Залізні руди, млн т                        | 500          | 1450     | 45                                    | 0,3               |
| Золото, т                                  | 120          | 200      | 0,4 –3,6 г/т                          | 0,2               |
| Калійні солі, млн т (в перерахунку на К2О) | 20           | 75       | 13 (К2О)                              | 0,3               |
| Марганцеві руди, млн т                     | 1            | 1        | 25 (Mn)                               |                   |
| Мідь, тис. т                               | 3420         | 5624     | 0,48                                  | 0,5               |
| Нафта, млн т                               | 4,1          | 18       |                                       |                   |
| Олово, тис. т                              | 45           | 65       | 0,7                                   |                   |
| Плавиковий шпат, млн т                     | 6            | 8        | 33 (CaF2)                             | 3,2               |
| Природний газ, млрд м3                     | 17           | 23       |                                       |                   |
| Ртуть, тис. т                              |              | 76       | 1,9                                   | 56,7              |
| Свинець, тис. т                            | 2292         | 4297     | 1,5                                   | 1,9               |
| Срібло, т                                  | 14000        | 15000    | 40 г/т                                | 2,6               |
| Тантал, т                                  | 200          | 350      | 0,03                                  | 0,26              |
| Вугілля, млн т                             | 2455         | 5548     |                                       |                   |
| Апатити, млн т                             | 5,3          | 32,8     | 20 (Р2О5)                             | 0,1               |
| Фосфорити, млн т                           |              | 0,5      | 25 (Р2О5)                             |                   |
| Цинк, тис. т                               | 5363         | 8683     | 5,3                                   | 1,9               |
| Уран, тис. т                               | 4,65         | 4,65     | 0,07                                  | 0,2               |

## Окремі види корисних копалин
Нафта і газ. У межах І. та її акваторій в Атлантичному ок. і Середземному м. знаходиться три нафтогазоносних басейни (заг. запаси нафти бл.18 млн т., газу 23 млрд м3). Всі басейни пов'язані з областю розвитку герцинського масиву і його зчленуванням з альпійськими гірськими складчастими спорудами Піреней та Кордильєрою-Бетика. У 1964 була знайдена нафта за 65 км на північ від Бургоса, а на початку 1970-х років — біля Ампости в дельті Ебро.
Вугілля. За заг. запасами вугілля (кам'яне 3,5 млрд т., буре 1,7 млрд т.) І. займає одне з провідних місць серед країн Західної Європи. Осн. вугільні басейни І. розташовані в пров. Ов'єдо, Леон, Паленсія, Севілья, Ла-Корунья, Леріда і Теруель. На півночі відомі Астурійський кам'яновугільний бас. і бас. півд. схилу Кантабрійських гір, на півдні — кам.-вугільний бас. в Сьєрра-Морена, на півн.-сх. — Каталонський і Теруельський буровугільний бас. Кам. вугілля перших двох районів належить до карбону, буре вугілля (лігніти) — до палеогену. Найбільше значення має вугілля карбонової доби. Продуктивна товща потужністю 2000-4000 м складена вапняками, мергелями, пісковиками, конґломератами і глинистими сланцями. Вугленосна світа має потужність до 2500 м. Товщина вугільних пластів 0,6-12 м (середня — 2 м).
Уран. За заг. запасами уранових руд І. займає помітне місце серед країн Західної Європи. Осн. значення мають родовища приурочені до кембрійських і докембрійських сланців. 12 уранових родовищ утворюють широку дугу субширотного напряму (пров. Саламанка, Касерес, Бадахос, Хаен, Леріда), що продовжується на тер. Португалії. Найбільше родов. — Сьюдад-Родріго (Саламанка) жильного типу. Рудні мінерали — уранова смолка, кофініт, уранова чернь, стеніт, торберніт, які виповнюють тріщини в тектонічних зонах, супроводжуються сульфідами кольорових металів (халькопірит, сфалерит, галеніт, а також пірит і марказит). Родов. урану в пров. Сеговія, Сорія, Гвадалахара, Касерес, Бадахос, Хаен представлені мінералами настураном і урановою черню. Рудоносні тріасові пісковики.
Залізо. Більша частина залізних руд містить в середньому 50 % Fe і нерідко шкідливі домішки, наприклад, Р до 0,7 %. Відомі три типи залізорудних родовищ: гідротермально-метасоматичні (тип Більбао), на які припадає бл. 53 % запасів руди в країні; контактово-метасоматичні — 19 % запасів; осадові оолітові руди — 28 % запасів. Родовище Маркесадо розробляється відкритим способом.
Вольфрам. Осн. родов. вольфрамових руд розташовані в пров. Ла-Корунья, Самора, Касерес, Бадахос і інш. Найчастіше зустрічаються 2 типи родов.: кварцово-жильний і скарновий. До першого типу належать Санта-Барбара, Маноліта, Касуалідад, Барруекопардо. Родов. другого типу знаходяться г.ч. в рудному районі Морільє. Вмісні породи — гнейси, сланці, кварцити. Більшість родов. характеризуються комплексною олов'яно-вольфрамовою мінералізацією.
Мідь. За запасами мідних руд І. займає 3-є місце серед країн Європи (після Польщі і Болгарії, 1999). Мідноносні сульфідні руди І. пов'язані з метаморфічними породами докембрію, а також з карбонатними, ефузивними та інтрузивними породами середнього складу. Відомі 2 гол. типи сульфідних родов.: піритних руд з ґаленітом, сфалеритом, халькопіритом, халькозином і родов. мідно-порфірових руд з підвищеними концентраціями золота та срібла в зонах повторного сульфідного збагачення.
Олово. За запасами олов'яних руд І. займає 3-є місце серед країн Західної Європи (після Португалії і Франції, 1999). Осн. родов. олов'яних руд пов'язані з т. зв. олов'яним поясом, що тягнеться від Ла-Коруньї до Бадахоса.
Ртуть. За запасами ртутних руд І. займає 1-е місце серед країн світу (2003). Частина загальних запасів ртуті зосереджена в Іспанії становить 57 % світових. Осн. запаси ртуті знаходяться в родов. Альмаден, розташованому в Іберійській Месеті. Вміст ртуті в руді 2-5 %, на окр. ділянках — до 20 %. Склад руд: кіновар, самородна ртуть, пірит, барит, кварц. Руди масивні, прожилкові та вкраплені.
Найбільше у світі родовище ртуті Альмаден розташоване в провінції Сьюдад-Реаль, за декілька кілометрів на заходу від м. Альмаден. Родовище належить до телетермального генетичного класу, до кварцово-дикітового промислового типу. Його безперервна експлуатація ведеться вже понад 2000 років; оцінки сумарного видобутку за цей період коливаються від 250 до 500 тис. т ртуті. Зруденіння приурочене до трьох крутоспадних пластів кварцито-пісковиків і пісковиків ордовика нижнього силуру, розділених прошарками вуглистих сланців, загальною потужністю до 40-60 м. Середній вміст ртуті в рудах Альмадену з 1900 по 1932 рр., становив 5.5 %; сьогодні в запасах родовища він не перевищує 1 %. Загальні запаси родовища з урахуванням видобутого металу оцінюються в 0.5-1.0 млн т ртуті.
Поліметали. За запасами свинцевих руд І. займає 2-е місце в Зах. Європі (після Польщі), а цинкових руд — 3-є місце в Зах. Європі (після Ірландії та Польщі, 1999). Родов. руд свинцю і цинку зосереджені в пров. Хаен, Сантандер, Альмерія, Мурсія, Леон, Сьюдад-Реаль, Кордова, Бадахос, Ґранада. Виділено 3 осн. типи родов.: субвулканогенно-гідротермальні і жильні (Ла-Уньйон); стратиформні осадові (Ахіла); ексгаляційно-осадові (Реосін). Останнє — одне з найбільших поліметалічних родов. Європи. Рудні мінерали: ґаленіт, сфалерит, інш. сульфіди, що містять домішку срібла, а також вюртцит, кальцит.
Стибій, титан, арсен. Родов. сурм'яних руд, розташовані в золото-сурм'яному поясі. Відомі також корінні і розсипні родов. титанових руд (Галісія), родов. руд арсену (Боньяр в пров. Леон, Кастро-де-Рей в пров. Луго).
Золото, срібло, руди рідкісних металів і розсіяних елементів укладені в родов. сульфідних руд. Наприклад, золото — в мідних рудах родов. Серро-Колорадо, срібло — в свинцево-цинкових рудах родов. Реосін, Руб'ялес, Ріо-Тінто.
Платиноїди. Прогнозні ресурси МГП Іспанії незначні і складають до 300 т(~ 0,6 % світових).
Гірничохімічна сировина представлена піритом, калійними і кам. солями, баритом, фосфоритами. За загальними запасами піриту (550 млн т., вміст в руді 45 %) І. займає 1-е місце серед країн Західної Європи. Осн. запаси зосереджені в родовищах пров. Уельва і Севілья. Прогнозні запаси піриту тут оцінюються в 1 млрд т. Найбільші родов. — Ріо-Тінто, Тарсіс, Ла-Сарса, Серро-Колорадо. Рудні тіла, як правило, вулканогенного походження. Сульфідні руди мають комплексний склад: пірит, марказит, піротин, халькопірит, ґаленіт, сфалерит, а також домішки золота, срібла, іридію, телуру, кобальту, арсену.
Калійні солі. За запасами калійних солей І. займає 2-3-є місце серед країн Західної Європи (після Німеччини, 1999). Родов. приурочені до відкладів еоцену-олігоцену. Солі представлені сильвіном і карналітом. Глибина залягання пластів солі в Каталонії (Каталонське родовище калійних солей) 275—1500 м; сер. вміст К2О в руді 15-29 %. У Наваррі глибина залягання пластів — 100—1200 м, вміст K2O 14-20 %; поклади майже виснажені. Родов. кам. солі (р-н м. Піносо, Поланко, поблизу м. Сантандер і поблизу м. Сарагоса, Ремолінос і Торрес-де-Беррельєн) приурочені до кейперу (ниж. перм) і міоцену. Є родовища тенардитів і ґлауберитів.
Нерудна індустріальна сировина представлена родовищами флюориту, кварцового піску, діатоміту, магнезиту, тальку. За запасами флюориту Іспанія поділяє з Італією 2-3-є місце серед країн Європи (після Франції, 1999). Це переважно жильні родов., що містять 40-45 % CaF2 (пров. Жерона, Овьєдо, Кордова і Ґранада). Родов. кварцу є в пров. Ла-Корунья, Бургос, Леон, в Країні Басків. Осн. родов. діатоміту знаходяться в пров. Леон, Жерона, Малага. Достовірні запаси магнезиту — понад 110 млн т (Галісія, Наварре, Мадрид). Родов. тальку є в пров. Леон, Жерона, Малага.
Нерудні будівельні матеріали представлені каоліном, доломітом, вапняком, мармуром, крейдою і інш. Осн. родов. розташовані в пров. Галісія і Астурія, Валенсія, Сорія, Гвадалахара, Понтеведра, Теруель (бл. 200 родов.). Найбільше родов. каоліну — Гвадалахара (вміст каоліну 15 %). Родов. доломіту відомі в пров. Овьєдо, Сантандер, Ґранада, родов. вапняку в пров. Валенсія, Барселона, Малага, мармуру — в пров. Жерона, Аліканте, Ґранада, Малага, крейди — в пров. Тарагона, гіпсу — в пров. Барселона, Мадрид, Толедо, Бургос, Леон.
Мінеральні і термальні води. У І. є численні джерела карбонатних і термальних вод, на базі яких функціонує понад 130 курортів.